# Zastava Pakistana
Zastavu Pakistana je dizajnirao Syed Amir-ud-Din Kedwai prema zastavi iz 1906. Usvojena je 11. kolovoza 1947., tri dana prije proglašenja nezavisnosti zemlje. Zastava je poznata kao Sabz Hilali Parcham (Zelena zastava s polumjesecom) i Parcham-e-Sitara aw Hilal (Zastava s polumjesecom i zvijezdom).

## Simbolizam
Zastava sadrži tamno zeleno polje koje predstavlja Muslimane, većinsko stanovništvo zemlje, a na lijevoj strani je okomito bijelo polje koje predstavlja manjinu ne-Muslimana. U sredini je bijeli polumjesec koji predstavlja napredak i petokraka bijela zvijezda koja predstavlja svjetlost i znanje. 